# (35830) 1999 JL54
1999 JL54 (asteroide 35830) é um asteroide da cintura principal. Possui uma excentricidade de 0.10453080 e uma inclinação de 3.14745º.
Este asteroide foi descoberto no dia 10 de maio de 1999 por LINEAR em Socorro.